# BoxRec

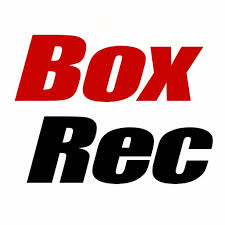
Uskshdisnfi

BoxRec ou boxrec.com é um site dedicado à realização de registros atualizados dos boxeadores profissionais, tanto do sexo masculino e do sexo feminino. Ele também mantém uma MediaWiki como uma enciclopédia sobre boxe.
O objetivo do site é documentar todos os pugilistas profissionais e as lutas de boxe desde as Regras de Queensberry até os tempos presentes. O BoxRec publica as classificações de todos os boxeadores ativos e inativos do boxe. Desde 2012, o site hospeda a História do Campeonato Mundial de Boxe de Barry Hugman.

## Fundação
O site foi fundado por John Sheppard, um inglês e ex-analista de sistemas para a National Coal Board. Sheppard, nunca tinha assistido a uma luta de boxe até 1995, quando ele foi a uma luta de Naseem Hamed. Sheppard considerava o boxe um espetáculo "bárbaro e degradantes", dizendo que "eu estava ali sentado, vendo pessoas socando umas às outras na cabeça, querendo saber por que eles estavam fazendo isso.....salpicavam-me com sangue, ficando mais e mais miserável." Porém, Sheppard explicou mais tarde, "Durante a luta de Naseem, algo veio à minha cabeça. A sutileza do que ele estava fazendo, a genialidade de tudo isso, tornou-se óbvio para mim. Aquilo não era um mais um espetáculo nojento. Era arte, e eu encontrei-me aplaudindo."
Após trabalhar com Hamed na "Prince Promotions" em 2000, Sheppard começou a compilar o registro de lutas dos pugilistas britânicos ativos, em seguida, decidiu criar um site que iria armazenar os registros de todos os pugilistas. O site cresceu tanto que Sheppard, em 2005, passou a se dedicar em tempo integral a ele. 

## Organização
O site é atualizado por editores voluntários de vários países ao redor do mundo. A cada editor é atribuído um país ou, em alguns casos, as regiões dentro de países, e eles mantêm os registros dos pugilistas deste país ou região. O BoxRec também classifica os pugilistas ativos por divisão de peso.

## Crítica do web site

### Registros imprecisos de pugilistas
O BoxRec tem sido criticado por não manter registros corretos para os pugilistas, especialmente de lutadores históricos. Em 2005, o BoxRec foi reconhecido como o registro oficial para a Associação das Comissões de Boxe (ABC). Em 2005, a ABC realizou entrevistas com a Fight Fax e com o BoxRec em sua convenção. Cada candidato fez uma apresentação para o painel da ABC, que incluiu comissários do estado e os advogados. O painel, em seguida, votou por unanimidade a favor do Fight Fax para o prêmio. A ABC revelou mais tarde que eles haviam realizado testes para medir a precisão dos registros dos sites, e os registros do Fight Fax eram 100% precisos, já os do BoxRec eram "substancialmente menores".
O promotor de boxe J. Russell Peltz afirmou que "muito poucas coisas na vida são cem por cento. Porém eu me deparei com alguns erros gritantes no BoxRec, principalmente nos registros históricos." Dan Rafael, da  ESPN, observou que "muitas pessoas confiam no BoxRec, e que os registros não são sempre precisos. O registro de Ricardo Mayorga ficou errado durante anos. Há um erro no registro de Derrick Gainerde."

## Elogios
Quando perguntado sobre a importância do BoxRec para ele, o promotor de boxe Lou DiBella afirmou que "ninguém no boxe que diz que não usa o BoxRec é um completo imbecil ou um mentiroso". Bruce Trampler, o matchmaker do Top Rank, disse que atualmente no boxe, eles têm os melhores recursos de informação que se pode encontrar."
A jornalista de boxe Thomas Hauser também perguntou ao presidente da Comissão Atlética do Estado de Nova York Ron Scott Stevens o que ele pensava sobre o site. Stevens disse: "O Fight Fax é o encarregado de manter o registro das lutas para as comissões atléticas nos Estados Unidos, mas o BoxRec faz mais do que complementar o Fight Fax. Em muitos aspectos, supera Fight Fax."
David Haye, comentando sobre a sua única derrota profissional até então, afirmou: "Gostaria de obter vingança sobre Carl Thompson, eu sei que eu tenho que melhorar e fazer os ajustes necessários, mas eu ainda eu olho o meu registro no BoxRec e eu vejo aquela mancha vermelha lá, e é essa derrota que chama a minha atenção."